# Bílá vdova (film)
Bílá vdova je kriminální komedie, která byla natočena v roce 2000 ve Velké Británii. Hlavní roli vdovy po zadluženém manželovi Grace si zahrála Brenda Blethyn, roli jejího zahradníka Matthewa, který má rád marihuanu a svoji přítelkyni Nicky si zahrál Craig Ferguson. Vdova zkouší řešit svoje dluhy, po zjištění jejich rozsahu zjistí, že to nejde. Musí tak vyhodit svého zahradníka, který si pěstuje marihuanu. Později mu řekne, že mu pomůže pěstovat marihuanu, pokud ji to zaplatí dluhy. Pěstují tak pomocí různých lamp, zavlažování a dalších technologií.
Grace se rozhodne jet prodat spoustu drog, později za ni dorazí i Matthew a Dr. Banford. Seznámí se se šarmantním drogovým bossem a napíše knihu.

## Ocenění
- 2000 Sundance Film Festival (Audience Award - Nigel Cole)
- 2000 Norský mezinárodní filmový festival (Audience Award - Nigel Cole)
- 2000 Mnichovský Film Festival (High Hopes Award - Mark Crowdy)

Brenda Blethyn byla nominována na Zlatý globus za nejlepší herecký výkon v komediálním nebo muzikálním filmu.

## Obsazení
| Brenda Blethyn | Grace             |
| Craig Ferguson | Matthew           |
| Martin Clunes  | Dr. Banford       |
| Valerie Edmond | Nicky             |
| Tchéky Karyo   | Jacques Chevalier |